# Argyra
Argyra är ett släkte av tvåvingar. Argyra ingår i familjen styltflugor.

## Dottertaxa tillArgyra, i alfabetisk ordning[1][2]
- Argyra abdominalis
- Argyra albicans
- Argyra albicoxa
- Argyra albiventris
- Argyra aldrichi
- Argyra amicta
- Argyra angustata
- Argyra apicalis
- Argyra argentata
- Argyra argentina
- Argyra argentiventris
- Argyra argyria
- Argyra aripontia
- Argyra arrogans
- Argyra atriceps
- Argyra auricollis
- Argyra badjaginae
- Argyra barbipes
- Argyra basalis
- Argyra beijingensis
- Argyra bimaculata
- Argyra biseta
- Argyra brevipes
- Argyra calceata
- Argyra calcitrans
- Argyra californica
- Argyra canariensis
- Argyra ciliata
- Argyra cingulata
- Argyra condomina
- Argyra confinis
- Argyra currani
- Argyra cylindrica
- Argyra dakotensis
- Argyra diaphana
- Argyra discedens
- Argyra elongata
- Argyra fasciventris
- Argyra femoralis
- Argyra flabellifera
- Argyra flavicornis
- Argyra flavicoxa
- Argyra flavida
- Argyra flavipes
- Argyra fracta
- Argyra grata
- Argyra grayi
- Argyra hirta
- Argyra hoffmeisteri
- Argyra idahona
- Argyra ilonae
- Argyra inaequalis
- Argyra involuta
- Argyra javanensis
- Argyra johnsoni
- Argyra kireichuki
- Argyra leucocephala
- Argyra loewi
- Argyra loewii
- Argyra magnicornis
- Argyra medusae
- Argyra mikii
- Argyra minuta
- Argyra negrobovi
- Argyra nigricoxa
- Argyra nigripes
- Argyra nigripilosa
- Argyra nigriventris
- Argyra obscura
- Argyra oreada
- Argyra pallipilosa
- Argyra perplexa
- Argyra pilosicornis
- Argyra pseudosuperba
- Argyra pulata
- Argyra robinsoni
- Argyra robusta
- Argyra scutellaris
- Argyra sericata
- Argyra serrata
- Argyra setimana
- Argyra setipes
- Argyra setulipes
- Argyra shamshevi
- Argyra similis
- Argyra sinensis
- Argyra skufjini
- Argyra spina
- Argyra spinipes
- Argyra splendens
- Argyra splendida
- Argyra spoliata
- Argyra striaticollis
- Argyra subarctica
- Argyra submontana
- Argyra superba
- Argyra sviridovae
- Argyra thoracia
- Argyra ussuriana
- Argyra utahna
- Argyra vanoyei
- Argyra velutina
- Argyra vestita
- Argyra xanthopyga